# 鍾鳴陛
鍾鳴陛（？—？），號咸亭，直隸鎮江府丹陽縣人，明朝政治人物。

## 生平
萬曆十年（1582年）壬午科應天鄉試第三十三名舉人。萬曆二十年（1592年），登壬辰科第三甲第一百五十一名進士。大理寺觀政，二十一年二月授永城知縣，升刑部主事，二十八年降廣西布政司照磨，卒。

## 家族
曾祖鍾鯩；祖父鍾雕，号松崖；父鍾岱（1531年-1587年），字子山，别号怀松；母陳氏。兄鸣晓、鸣鹤；弟鸣鸾。